# MilkyWay
MilkyWay(밀키웨이)는 애니메이션《키라링☆레볼루션》의 유닛이다.

## 멤버
- 쿠스미 코하루(츠키시마 키라리 역할)
- 키타하라 사야카(유키노 노에루 역할)
- 킷카와 유우(하나사키 코베니 역할)

## 음악

### 싱글
1. アナタボシ (2008년 4월 30일, 한정반：EPCE-5556／통상반：EPCE-5557)
  - 커플링 : サンサンGOGO
2. タンタンターン！ (2008년 10월 29일, 한정반：EPCE-5580／통상반：EPCE-5581)
  - 커플링 : ガムシャララ

### 싱글V
1. アナタボシ (2008년 5월 8일, EPBE-5288)
2. タンタンターン！ (2008년 11월 5일, EPBE-5307)